# Bob Zmuda
Bob Zmuda (Chicago, 12 dicembre 1949) è uno scrittore, comico, produttore televisivo e regista statunitense.

## Biografia
Zmuda è soprattutto celebre come amico, coautore e spalla di Andy Kaufman, con il quale si trovava in piena sintonia nel gusto per l'anti-humor e per la voglia di spiazzare il pubblico. Spesso impersonò anch'egli il personaggio di Tony Clifton sul palco o per la televisione, per far apparire il personaggio insieme al suo creatore, Kaufman, creando il sospetto nel pubblico che Clifton esistesse come persona vera (secondo alcune voci, non confermate ufficialmente, fu Zmuda ad interpretare Clifton quando questi apparì come ospite al Late Night with David Letterman).
Nel 1986 Zmuda fondò Comic Relief, un evento annuale per raccogliere fondi per aiutare i senzatetto degli Stati Uniti. L'evento viene trasmesso anche in televisione sulla HBO, ed è solitamente presentato dai comici Robin Williams, Billy Crystal e Whoopi Goldberg, amici di Zmuda e Kaufman.
Nel 1999 Zmuda ha scritto un libro sulla vita dell'amico Kaufman, intitolato Andy Kaufman Revealed!, che svela molti retroscena e molti dei trucchi e degli scherzi che i due si divertirono a mettere in scena sul palco e in TV negli anni ottanta.
Sempre nel 1999 il celebre regista Miloš Forman diresse Man on the Moon, un film sulla storia di Andy Kaufman. Zmuda creò appositamente il trucco per permettere a Jim Carrey, che interpretava Kaufman, di impersonare Tony Clifton, ed appare anche in una piccola parte nella pellicola (come molti altri amici e colleghi di Kaufman) nel ruolo di Jack Burns, il direttore di scena della trasmissione Fridays con il quale Kaufman ha un forte scontro in diretta. Zmuda è stato anche il co-produttore esecutivo del film.